# オトン4世 (ブルゴーニュ伯)
ブルゴーニュ伯オトン4世（フランス語：Othon IV, comte de Bourgogne, ドイツ語：Otto IV, Gf. von Burgund, 1248年ごろ - 1303年3月17日）は、ブルゴーニュ伯（在位：1279年 - 1303年）。

## 生涯
オトンはユーグ3世・ド・シャロンとブルゴーニュ女伯アリックスの間に生まれた 。母アリックスが1279年3月8日が死去し、オトンはブルゴーニュ伯位を継承した。しかし、1295年まで伯領で影響力を確保できることができなかった。後に長女ジャンヌ2世がブルゴーニュ伯領を継承したが、これはフランス王フィリップ5世と結婚した際にジャンヌに寡婦財産として与えられた。
妻のマオーは1312年6月4日に、有名な彫刻家ジャン・ピピン・ドゥ・ユイと墓を造るための契約書を作成している。この契約書では石と石膏で造られた墓について詳しく記載されていた。オトンは盾、剣、鎧を身につけた騎士の姿で造られ、枕を支えるためにライオンが2人の天使と共に造られることになっていた。この墓石は現存しないが、そのデザインが残されている。

## 結婚と子女
1271年、バル伯ティボー2世の娘フィリッパ（スカルポン家）と結婚したが、子供はいなかった。
1291年6月9日に後にアルトワ女伯となるマオー・ダルトワと結婚し、以下の子女をもうけた。
- ジャンヌ2世（1291年3月2日以前 - 1330年） - フランス王・ナバラ王フィリップ5世王妃[7]、ブルゴーニュ女伯
- ブランシュ（1296年 - 1326年） - フランス王・ナバラ王シャルル4世王妃[7]、ブルゴーニュ女伯
- ロベール（1300年 - 1317年）